# Olivia Birkelund
Olivia Birkelund (New York, 26 aprile 1963) è un'attrice statunitense.

## Biografia
Originaria di New York, la Birkelund cominciò a recitare in teatro e nel 1991 ebbe il suo primo ruolo televisivo nella soap opera Una vita da vivere. Il ruolo che le diede maggiore visibilità fu però quello di Arlene Vaughan, interpretato dal 1995 al 2002 in un'altra soap, La valle dei pini.
Nel frattempo la Birkelund recitò anche in alcune pellicole cinematografiche fra cui Il collezionista di ossa ed ebbe ruoli occasionali in alcune serie televisive come Star Trek: Voyager. A partire dal 2014 ha un ruolo ricorrente nella serie televisiva della ABC Black Box.

## Filmografia

### Cinema
- Letters from a Killer, regia di David Carson (1998)
- Il collezionista di ossa (The Bone Collector), regia di Phillip Noyce (1999)
- L'escluso (Uninvited), regia di Carlo Gabriel Nero (1999)
- Lontano dal paradiso (Far from Heaven) , regia di Todd Haynes (2002)
- Coin Heist - Colpo alla Zecca, regia di Emily Hagins (2017)

### Televisione
- Una vita da vivere (One Life to Live) - soap opera (1991)
- Law & Order - I due volti della giustizia (Law & Order) - serie TV, 3 episodi (1995, 2003, 2009)
- Aliens In The Family (1996)
- Night Sins (1997)
- Innocenti evasioni (1997)
- Casa e chiesa (Soul Man) - serie TV (1998)
- Homicide (Homicide: Life on the Street) - serie TV (1998)
- Star Trek: Voyager - serie TV, episodi 5x26 e 6x01 (1999)
- Law & Order - Unità vittime speciali (Law & Order: Special Victims Unit) - serie TV, 2 episodi (2000-2016)
- La valle dei pini (All My Children) - serie TV (1995-2002)
- Ed - serie TV (2002)
- Squadra emergenza (Third Watch) - serie TV (2003)
- Sentieri (The Guiding Light, dal 1975 Guiding Light) - soap opera, 2 puntate (2008)
- Law & Order: Criminal Intent - serie TV (2008)
- The Good Wife - serie TV (2009)
- Unforgettable - serie TV (2013)
- Black Box - serie TV, 3 episodi (2014)
- Believe - serie TV (2014)

### Cortometraggi
- Upheaval (2001)

### Documentari
- Biography (2003)
- Daytime's Greatest Weddings (2004)

## Doppiatrici italiane
- Roberta Greganti in Law & Order - I due volti della giustizia
- Monica Gravina in Letters from a Killer
- Pinella Dragani in Il collezionista di ossa
- Alessandra Korompay in Law & Order - Unità vittime speciali